# 张志楷
张志楷（英語：Gordon Cheung, 1975年—）是一位英国华人当代艺术家。

## 生平
祖籍香港，1975年出生于伦敦，2001年毕业于皇家艺术学院，目前居住在伦敦。2010年在亚利桑那州立大学艺术博物馆举办美国首场个人展览。
作品被欧洲和北美很多机构收藏，包括亚利桑那州立大学艺术博物馆，曼彻斯特惠特沃斯艺术馆等。